# Santa María de Valverde
Santa María de Valverde is een gemeente in de Spaanse provincie Zamora in de regio Castilië en León met een oppervlakte van 9,75 km². Santa María de Valverde telt 60 inwoners (1 januari 2016).

## Demografische ontwikkeling
Bron: INE, 1857-2011: volkstellingen